# روس ألين
روس ألين (بالإنجليزية: Ross Allen)‏ هو عالم زواحف أمريكي، ولد في 1908 في بيتسبرغ في الولايات المتحدة، وتوفي في 17 مايو 1981.

## وصلات خارجية
- روس ألين على موقع IMDb (الإنجليزية)
- روس ألين على موقع قاعدة بيانات الفيلم (الإنجليزية)